# Qermez Cheshmeh
Qermez Cheshmeh (persiska: قرمز چشمه) är en ort i Iran.   Den ligger i provinsen Markazi, i den centrala delen av landet, 190 km sydväst om huvudstaden Teheran. Qermez Cheshmeh ligger 2 153 meter över havet och antalet invånare är 114.
Terrängen runt Qermez Cheshmeh är huvudsakligen kuperad, men åt sydväst är den platt. Terrängen runt Qermez Cheshmeh sluttar västerut.Runt Qermez Cheshmeh är det glesbefolkat, med 20 invånare per kvadratkilometer. Närmaste större samhälle är Qezeljeh, 11,2 km nordost om Qermez Cheshmeh. Trakten runt Qermez Cheshmeh består i huvudsak av gräsmarker.